# Иннитцер, Теодор
Теодор Иннитцер (нем. Theodor Innitzer; 25 декабря 1875, Виперт, королевство Богемия, Австро-Венгрия — 9 октября 1955, Вена, Австрия) — австрийский кардинал. Архиепископ Вены с 19 сентября 1932 по 9 октября 1955. Кардинал-священник с 13 марта 1933, с титулом церкви Сан-Кризогоно с 16 марта 1933.

## Политическая активность
Перед и во время Второй мировой войны заслужил неоднозначную репутацию своей отчасти соглашательской, а отчасти протестной по отношению к нацистам деятельностью.
Опубликовал заявление, в котором приветствовал приход нацистов в Австрию и призывал голосовать за аншлюс.
Также способствовал распространению на Западе информации о голоде на Украине. В 1933 году Александр Винербергер передал ему фотографии, выполненные на Харьковщине. В 1935 г. он содействовал изданию брошюры Э. Амменде о голоде в Украине и на Северном Кавказе, где были помещены указанные фотографии, и где общественность призывалась к предоставлению помощь голодающим. Также создал международный и межконфесионный комитет помощи голодающим Украины. На протяжении 1933 года неоднократно созывал международные конференции по поводу проблемы голода на Украине.
Поддерживал Дольфуса, представляя в  австрофашизме политическую линию Ватикана. В последующие годы католическая церковь была одним из столпов австро-фашистского режима. 
15 апреля 1938 г. Иннитцер приказал звонить во все колокола при посещении Гитлером отеля "Империал" в Вене, устроив "богом ниспосланному вождю" официальную встречу и подписал 18 апреля "Праздничное заявление австрийских епископов", собственноручно подписав его словами: "и Хайль Гитлер!".
Гнев по поводу отношения властей к Церкви в Австрии быстро рос и 7 октября 1938 года, как писал Марк Мазовер, «мир увидел самый первый акт открытого массового сопротивления новому режиму», когда Теодор Иннитцер отслужил мессу против нацизма, на которой произнёс: «Мы должны исповедовать нашу веру в нашего фюрера, поскольку есть только один фюрер: Иисус Христос» в Соборе Святого Стефана в Вене, на которой несмотря на запрет католических организаций молодёжи собралось около 10000 людей. В ответ на это на следующий день (8 октября) члены Гитлерюгенда взяли штурмом и разграбили резиденцию архиепископа Вены.

## Память
Венский епископат ежегодно вручает премию для исследователей, названную в честь Теодора Иннитцера.